# Ampelocissus obtusata
Ampelocissus obtusata är en vinväxtart. Ampelocissus obtusata ingår i släktet Ampelocissus och familjen vinväxter.

## Underarter
Arten delas in i följande underarter:
- A. o. kirkiana
- A. o. obtusata